# Sapiens. Кратка история на човечеството
Sapiens. Кратка история на човечеството е книга на писателя Ювал Харари, написана на иврит и издадена първо в Израел през 2011 година и на английски език през 2014 година.
Работата на Харари представя историята на човешката история в рамките на естествените науки, особено в еволюционната биология: вижда биологията като определяща границите на възможността за човека и вижда културата като оформяща това, което се случва в рамките на тези граници.
Харари проучва историята на човечеството в еволюцията от първите човешки видове в каменната епоха до 21 век, съсредоточавайки се върху нашия собствен човешки вид, Homo sapiens. Той разделя историята на Сапиенс на четири основни части:
- Когнитивната революция (около 70 000 г. пр.н.е., когато еволюира въображението).
- Селскостопанската революция (около 12 000 г. пр.н.е., развитието на земеделието).
- Обединяването на човечеството (постепенната консолидация на човешките политически организации към една глобална империя).
- Научната революция (около 1500 CE, появата на обективна наука).

Издадена на български език през 2016 година от ИК „Изток-Запад“, в превод от английски език на Ина Димитрова.